# 10096 Colleenohare
10096 Colleenohare este o planetă minoră (asteroid), cu un diametru de 11,432 km, din centura de asteroizi. A fost descoperită pe 13 septembrie 1991 la Observatorul Palomar de Henry E. Holt. 
Obiectul prezintă o orbită caracterizată de o semiaxă mare de 3,032694 UAi, o excentricitate de 0,12, o înclinație de 10,86746 ° în raport cu ecliptica.